# 北桂樹
北 桂樹（きた けいじゅ、1977年 - ）は東京都生まれの日本の現代写真研究者、執筆者、アーティスト、キュレーター。  

## 経歴
静岡大学理学部を卒業後、映像テクノアカデミアで映像制作を学び、 映像クリエイターとして活動する中で写真表現の可能性に興味を持ち、京都造形芸術大学で写真を専攻。京都芸術大学大学院にてMFA,Ph.D.を取得。京都芸術大学・大学院にて非常勤講師。トーマス・ルフ、ワリード・ベシュティ、ルーカス・ブレイロック、ジョン・ラフマンなど現代写真のアーティストについての論考を発表。現代写真のキュレーションも行う。
現代アートにおける写真表現を「POST/PHOTOGRAPHY（ポスト・フォトグラフィ）」というテーマで研究し、現代写真の変容を「写真変異株」として捉え、写真というメディアの拡張について探求している。これは、従来の写真の概念にとらわれず、デジタル技術や新たな表現手法を取り入れることで、写真の可能性を拡張しようとする試みであると言える。

## 作品
- Máni: 2016年に発表された作品で、東京のギャラリー冬青やハッセルブラッドストア東京で個展が開催されました。この作品は、光と影のコントラストを巧みに利用し、写真の物質性と視覚的な深みを探求している。
- AA+A: 2018年に発表された作品で、東京のギャラリー冬青で個展が開催されました。この作品では、オリジナルのプログラミングによって単三電池（AA）のイメージを組み合わせ、各国の文化や言語といったものを超越したものを視覚化する試みがなされている。

## 著書
- Máni  冬青社 2016,3
- AA+A 冬青社 2018.4
- MUTANT(S) on POST/PHOTOGRAPHY アートビートパブリッシャーズ supported by FUJIXEROX 2021
- アタラシイアタリマエノカタチU : 図録 アタラシイアタリマエノカタチ委員会 2022
- 超帳芸術学会誌アタラシイアタリマエノカタチ 令和6年度  超帳芸術学会 2024
- 写真批評 復刊第2号 東京綜合写真専門学校出版局 2024